# Stefano Pozzi
Stefano Pozzi (Rome, 9 novembre 1699 - 11 juin 1768) est un peintre, un dessinateur, un graveur et un décorateur italien dont la carrière s'est largement déroulée à Rome.
Membre de la famille d'artistes Pozzi, il a étudié aux ateliers de deux disciples de Carlo Maratta, celui d'Andrea Procaccini, qui partit en Espagne en 1720, puis d'Agostino Masucci.

### Sources
- (en) Cet article est partiellement ou en totalité issu de l’article de Wikipédia en anglais intitulé « Stefano Pozzi » (voir la liste des auteurs).

1. ↑  Dizionario biografico degli italiani